# Luis Giusti López
Luis Eduardo Giusti López (Lagunillas, estado Zulia, Venezuela, 27 de noviembre de 1944) es un ingeniero venezolano, experto internacional en petróleo y energía. Fue presidente de Petróleos de Venezuela (PDVSA) entre 1994 y 1998.

## Datos biográficos
Luis Giusti nació en Lagunillas, Venezuela, hijo del matrimonio formado por Luis Germán Giusti Paolini y Leonor Isabel López Pérez, pertenecientes a conocidas familias venezolanas de los estados Táchira y Zulia. 
Por línea materna es nieto de Eduardo López Bustamante y bisnieto de Eduardo López Rivas y del general Eduardo Pérez Fabelo. Es sobrino nieto del jurista Néstor Luis Pérez y descendiente consaguíneo del doctor Joaquín Esteva Parra y del general Rafael Urdaneta. Es pariente por línea paterna del general Leandro Cuberos Niño.
Cursó sus primeros estudios en el Colegio Gonzaga de Maracaibo, a cargo de la orden Jesuita de la Compañía de Jesús. Realizó los estudios superiores en la Universidad del Zulia, donde recibió el título de Ingeniero de petróleo en 1966, y en la Universidad de Tulsa, Oklahoma, donde obtuvo su maestría en Ingeniería de petróleo en 1971.

## Vida profesional
Giusti comenzó su carrera en la empresa Shell de Venezuela en 1966. En 1976, después de la nacionalización de la industria petrolera venezolana, ingresó a la empresa Maraven, filial de PDVSA. Allí hizo una larga y exitosa carrera, desempeñando cargos en las áreas de exploración y producción, refinación, planificación y mercadeo, hasta llegar a ocupar la vicepresidencia de la empresa.

### Petróleos de Venezuela
En 1994 fue nombrado Presidente de Petróleos de Venezuela por el presidente de la República Rafael Caldera. Bajo la dirección de Luis Giusti el sector petrolero venezolano emprendió grandes reformas.
Puso en marcha el programa de unificación, que implicó la desaparición de las tres operadoras nacionales (Maraven, Lagoven y Corpoven), con el objeto de integrar en una sola empresa todas las actividades que las filiales desarrollaban por separado.
Giusti fue además el impulsor y ejecutor de la política conocida como Apertura Petrolera. La apertura petrolera permitió la participación de capital privado foráneo en el sector petrolero venezolano, por primera vez desde la nacionalización de la industria en 1975. El objetivo principal fue el de desarrollar la explotación comercial de la Faja del Orinoco. A pesar de ser uno de los más grandes del mundo, el yacimiento es rico en depósitos de crudo extrapesado, de muy difícil procesamiento. Su desarrollo requiere, por lo tanto, de una cuantiosa inversión.
Durante su período al frente de la petrolera estatal, PDVSA, Giusti logró consolidar la empresa "Internacional para el desarrollo del sector aguas abajo", lo cual la llevó en 1996 a ser considerada por la Revista Fortune la mayor empresa de América Latina.
En noviembre de 1988, por decisión de los altos ejecutivos de todas las compañías de petróleo y de gas en el mundo, Luis Giusti recibió el premio como el "Ejecutivo petrolero del año", durante la decimonovena conferencia "Oil and gas" efectuada en Londres, Inglaterra.
La semblanza profesional de Luis Giusti escrita por Raúl Sanz Machado reza así: "En  la década de los años ´90,  la notable personalidad internacional del Ingeniero Dr. Luis Giusti López, designado por el Presidente Rafael Caldera para presidir a PDVSA, con lujo de aciertos. Giusti unificó la industria con las subsidiarias Maravén, Corpovén y Lagovén para fortalecer y mejorar las funciones operativas de producción, refinación y exportación; ejecutó la política de “Apertura Petrolera” que permitió la participación de capitales extranjeros para producir en la Faja del Orinoco, las cuantiosas reservas de petróleo extra-pesado, aprovechó las ventajas derivadas de sus antecesores y la meritocracia, ratificando la posición de vanguardia de PDVSA en el mundo. En reconocimiento a su ejemplar  trayectoria, recibió en noviembre de 1988, el importante galardón “Ejecutivo Petrolero del Año”, otorgado por unanimidad por altos ejecutivos petroleros del mundo, durante la 9ª. Conferencia Oil and Gas, en Londres".
Bajo su liderazgo, el sector petrolero venezolano logró captar inversiones extranjeras directas estimadas en $ 30 mil millones ($ 30 billones) para el período de 1995 a 2004. Durante los últimos cinco años de su mandato en PDVSA, la empresa continuó consolidando su posición internacional aguas abajo completando importantes acuerdos con Mobil, Phillips, Chevron y Amerada Hess.
Como lo explica Miguel Sanz Machado, "Giusti renunció a PDVSA el mismo día que Hugo Chávez asumió la presidencia de Venezuela. Hoy, el académico Luis Giusti López figura como miembro de una docena o más, de instituciones de alto nivel científico y tecnológico en USA y es una reconocida personalidad mundial en las áreas de energía, petróleo y desarrollo, para orgullo de Venezuela." 

### Cargos
Luis Giusti es asesor del Centro de Estudios Estratégicos e Internacionales en Washington D. C., principalmente en materia de energía y en asuntos relacionados con América Latina. Es miembro del consejo asesor de Riverstone-Carlyle y miembro de la junta de gobernadores, y asesor especial del presidente, del Centro de Estudios Globales de Energía en Londres. Entre los años 2000 y 2005 fue director externo del grupo Royal Dutch Shell.
En el ámbito académico es miembro de los consejos asesores del Instituto de Estudios Latinoamericanos en Babson College, del Instituto de Energía de la Universidad de Houston, del Instituto de Energía de la Universidad Metodista del Sur y del Instituto de Estudios Globales en la Universidad George Washington. En el año 2001 fue miembro del grupo de trabajo sobre Retos de la política energética estratégica para el siglo 21, patrocinado por el Consejo de Relaciones Exteriores y por el Instituto de Energía de la Universidad Rice.
Es miembro de las juntas asesoras del Energy Intelligence Group y del Diálogo Interamericano en Washington D. C. Individuo de Número de la Academia de Ciencias de la Ingeniería en Venezuela (Sillón 13) y presidente del Centro Lationamericano de Energía CLEAN. Asesor principal (no residente) de Energía y Seguridad Nacional en el Centro de Estudios Estratégicos e Internacionales (CSIS).
Es un orador y escritor frecuente en temas de petróleo y gas.

### Irregularidades
Luis Giusti estuvo comprometido junto a su hijo Luis Giusti Lugo en un informe de la fiscalía de Ecuador en diciembre de 2021 que puso al descubierto un viaje realizado en marzo de 2013 de un jet ejecutivo, a velocidad de crucero con salida desde el Aeropuerto Internacional El Dorado de Bogotá hacia Cuenca al sur de Quito junto a ocho funcionarios entre ellos el colombiano Álvaro Pulido Vargas, narcotraficante conocido antes Germán Rubio Salas; todos relacionados con presuntos socios de Alex Saab. Esta situación provocó la salida de Citgo del directorio de su hijo  Luis Giusti Lugo en abril de 2022